# Orconte
Orconte é uma comuna francesa na região administrativa do Grande Leste, no departamento de Marne. Estende-se por uma área de 13.65 km², e possui 385 habitantes, segundo o censo de 2018, com uma densidade de 28 hab/km².